# Tô Ngọc Hoa
Tô Ngọc Hoa (tên tiếng Trung: 蘇玉華; tên tiếng Anh: Louisa So, sinh ngày 16 tháng 1, 1968 tại Hồng Kông thuộc Anh) là một nữ diễn viên điện ảnh kiêm diễn viên sân khấu người Hồng Kông. Tô Ngọc Hoa đã tốt nghiệp khoa biểu diễn của Học viện Biểu diễn Nghệ thuật Hồng Kông và đã tham gia biểu diễn từ năm 1992 đến nay.

## Danh sách các phim đã tham gia

### Phim truyền hình
- Ân Tình Chưa Phai (1994)
- Nhân viên Điều Tra (1995) (Tập 10-12)
- Hồ Sơ Trinh Sát (1995) vai Gigi Dung Kim Chi
- Hồ Sơ Trinh Sát II (1995) vai Gigi Dung Kim Chi
- Thần Điêu Đại Hiệp (1995) vai Công Tôn Lục Ngạc
- Nghĩa Nặng Tình Thâm (1995)
- Thiên Sứ Của Địa Ngục (1996) vai Châu Chỉ San
- Cương Thi Phúc Tinh (1996) vai Đinh Tiểu Ngọc
- Liêu Trai II (1997) vai Sương Quần, Tiết Cẩm Sắt
- Tây Dy Ký II (1997) vai Đại tiên nữ ( tập 27- 32 )
- Mối Tình Nồng Thắm II (1997)
- Khoảnh Khắc Tuyệt Vời (1998) vai Elaine Dương Chấn Nam
- Đội Hành Động Liêm Chính 1998 (1998)
- Lực lượng Đặc Biệt (1999) vai Châu Ny Kiều ( Tập 3- 21)
- Đường Vào Vô Tận (1999)
- Vận Mệnh (1999)
- Tình yêu muôn màu (2000)
- Vượt Rào (2001) vai Manisa Ôn Uyển Du
- Câu Chuyện Của Ngày Xưa (2001) vai Susan Triệu Trác Lâm
- Hương Sắc Cuộc Đời (2001) vai Châu Mộng Nhàn
- Chánh Tà Trang Bá (2002)
- Chuyển thế kinh tình (2002) vai Phù Dung Tiên Tử
- Bao La Vùng Trời (2003) vai Ruby Bối Gia Lộ
- Dấu Vết Của Sự Lừa Dối (2005) vai Ân Đình
- Người Đàn Ông Gan Dạ (2005) vai Đan Phụng ( Tập 4-20)
- Lý Lẽ Con Tim (2006) vai Trang Hiểu Tuệ
- Nỗi Khổ Đàn Ông (2006) vai Huỳnh Đức Kiều
- Ba Chị Em (2007) vai Viêm Bái Hồ
- Quan Hệ Đồng Nghiệp (2007) vai Lê Bàng Như Ngọc (tập 242-247)
- Cái Giá Của Danh Vọng (2008) vai Cao Nhu Mỹ
- Trái Bí Lớn (2009) vai Chung Bích Ngọc/ Hoán Sa Tiên Tử
- Vương Lão Hổ Cướp Vợ (2009) Võ Tam Nương

- Sứ mệnh 36 giờ (2013) vai Moon ( Tập 4;9-30)
- Tái đắc hữu tình nhân (2014) vai Anson Nhiêu Nghị Hân
- Kiêu hùng (2015) vai Tào Nguyệt Lan
- Cuộc chiến nữ quyền (2018)

### Phim chính kịch
- 1989: Grease 油脂
- 1989: Such a Lovely Bastille Day 某一年的七月十四日
- 1989: Biloxi Blues 衝上雲霄
- 1989: The Normal Heart 常在我心間
- 1990: How to Succeed in Business without Really Trying 登龍有術
- 1990: Tin Hau - Goddess of Heaven 天后
- 1990: Goddess Kwun Yum and Virgin Maria 生觀音與瑪莉亞
- 1990: Terry Nova 光榮之旅
- 1991: One of the Lucky Ones (Re-run) 伴我同行(重演)
- 1991: Fou Lei & Fou Tsong 傅雷與傅聰
- 1991: The Government Inspector 欽差大臣
- 1991: Deadly Ecstasy 神火
- 1991: Orchards 情有獨鍾
- 1992: Nothing Scared 百無禁忌
- 1992: I Have a Date with Spring 我和春天有個約會
- 1992: Noises Off 蝦碌戲班
- 1992: A Flea in Her Ear 橫衝直撞偷錯情
- 1992: House of Blue Leaves 藍葉之屋
- 1992: M Butterfly 蝴蝶君
- 1993: M Butterfly (Re-run) 蝴蝶君
- 1993: I Have a Date with Spring (Re-run) 我和春天有個約會
- 1993: The Legend of the Mad Phoenix 南海十三郎
- 1993: King Lear 李爾王
- 1993: Guan Hanqing 關漢卿
- 1993: The Trial 審判
- 1994: Amadeus 莫札特之死
- 1994: Major Barbara 芭巴拉少校
- 1995: I Have a Date with Spring 我和春天有個約會
- 1996: That's Entertainment 播音情人
- 1997: The Mad Phoenix 南海十三郎
- 1997: That's Entertainment 播音情人
- 2000: Noises Off 蝦碌戲班
- 2002: Love in a Fallen City 新傾城之戀
- 2002: Between Life and Death 生死界
- 2003: A Serenade 寒江釣雪
- 2005: Superman Forever 你今日拯救o左地球未呀?
- 2005: Love in a Fallen City 05 新傾城之戀 05
- 2006: Love in a Fallen City 06 新傾城之戀 '06 傾情再遇
- 2007: The Peach Blossom Land 暗戀桃花源

- 2012: Rabbit Hole 心洞
- 2013: I Have a Date with Spring 我和春天有個約會（春天舞台重演版）
- 2013: The Mad Phoenix (Re-run) 南海十三郎（重演版）
- 2013: 18/F Block C 十八樓C座
- 2015: The Amahs 金蘭姐妹
- 2015: Into the Womb 胎內
- 2015: Le Dieu Du Carnage (Re-run) 狂揪夫妻 （重演）

### Phim điện ảnh
- 1994: I Have a Date with Spring 我和春天有個約會

- 2007: It's a Wonderful Life

- The Mad Phoenix